# Plexippoides
Plexippoides is een geslacht van spinnen uit de familie springspinnen (Salticidae).

## Soorten
De volgende soorten zijn bij het geslacht ingedeeld:
- Plexippoides annulipedis (Saito, 1939)
- Plexippoides arkit Logunov & Rakov, 1998
- Plexippoides cornutus Xie & Peng, 1993
- Plexippoides digitatus Peng & Li, 2002
- Plexippoides dilucidus Próchniewicz, 1990
- Plexippoides discifer (Schenkel, 1953)
- Plexippoides doenitzi (Karsch, 1879)
- Plexippoides flavescens (O. P.-Cambridge, 1872)
- Plexippoides gestroi (Dalmas, 1920)
- Plexippoides jinlini Yang, Zhu & Song, 2006
- Plexippoides longus Zhu et al., 2005
- Plexippoides meniscatus Yang, Zhu & Song, 2006
- Plexippoides nishitakensis (Strand, 1907)
- Plexippoides potanini Prószyński, 1984
- Plexippoides regius Wesolowska, 1981
- Plexippoides regiusoides Peng & Li, 2008
- Plexippoides szechuanensis Logunov, 1993
- Plexippoides tristis Próchniewicz, 1990
- Plexippoides validus Xie & Yin, 1991
- Plexippoides zhangi Peng et al., 1998